# ペニー・ハーダウェイ
アンファニー・デオン・ハーダウェイ（Anfernee Deon Hardaway, 1971年7月18日 - ）は、アメリカ合衆国・テネシー州メンフィス生まれの元プロバスケットボール選手。指導者。
NBAのオーランド・マジック、フェニックス・サンズ、ニューヨーク・ニックス、マイアミ・ヒートでプレイした。愛称は「ペニー （Penny）」。現在は、メンフィス大学でヘッドコーチを務めている。身長2メートルの大型ポイントガードとして活躍。1996年にはドリームチームIIIのメンバーとしてアトランタ五輪で金メダルを獲得するなどリーグを代表するスター選手の一人だったが、2000年以降は負傷によりプレイを制限され、それ以上の活躍を見せることはなかった。

## 生い立ちと学生時代
幼少時に父が家族のもとを去り、母は歌手になるため実家を離れたため、ハーダウェイは祖母に育てられた。祖母はハーダウェイを「可愛い」という意味の "puitty" （"pretty" の訛り）で呼んだ。この呼び名が「ペニー」と聞こえたため、のちにあだ名として残ることになった。
高校時代のハーダウェイはテネシー州を代表するバスケットボール選手で、大学は地元のメンフィス州大学（現在のメンフィス大学）を選んだ。大学1年の時には学業の不振により大学のチームでプレイできなかった。また同じ1年生の時にハーダウェイは強盗に銃で足を撃たれたことがあった。
2年生になると成績が向上しチームへの参加が許された。ハーダウェイはチームを代表する選手として活躍し、シーズン後には1992年バルセロナオリンピックに出場する初代ドリームチームの練習相手として組まれた学生選抜に選ばれた。ハーダウェイ同様長身のポイントガードだったマジック・ジョンソンは、「鏡を見ているようだ」とハーダウェイを評した。3年生の時には平均22得点、8リバウンド、6アシストを越える成績を残し、プロ入りを決意した。

## NBAキャリア
ハーダウェイがプロ入りする1993年のNBAドラフトではオーランド・マジックが1位指名権を持っていた。マジックはクリス・ウェバーを指名し、ゴールデンステート・ウォリアーズが3位でハーダウェイを指名したが両者はドラフト当日中にトレードされ、ハーダウェイはマジックに入団した。以後ハーダウェイは、前シーズンにマジックに1位指名されていたシャキール・オニールとともにチームの中核となった。1994年には  "スコッティ・ピッペン・オールスター・クラシック" でマイケル・ジョーダンと組み、52得点を記録し、ジョーダンを再びNBAに呼び戻すきっかけとなった。
1993-94シーズン、シューティングガードで起用されることも多かった。オーランドのファンは、ウェバーがチームに加入することを期待していたためハーダウェイには冷たかった。ハーダウェイの活躍により徐々にファンからも実力を認められるようになった。ハーダウェイは、例えるならばカモシカのような身体能力で、スリーポイントを打ったかと思えば、リングに切り込んで力強いダンクを決めてみせ、ジョーダン並みのダブルクラッチもやってのけた。細身でありながらも、どんなプレーも難なくやってのけるハーダウェイに、次期ジョーダンの期待をしたファンも大勢いた。
ハーダウェイは、NBAオールルーキーファーストチーム（新人のうち優れた5人の選手）に選ばれた。プレイオフ1回戦ではインディアナ・ペイサーズに3連敗し敗退した。
1994-95シーズンは、ポイントガードとして定着する。チームは57勝25敗。オールNBAファーストチーム（リーグ中の優秀な5人の選手）の一人に選出された。2年目のシーズンから4年間連続でオールスター戦の先発選手にも選ばれ、ハーダウェイはリーグを代表する選手の一人になる。プレイオフ2回戦で現役に復帰したマイケル・ジョーダン率いるシカゴ・ブルズに勝利。NBAファイナルに勝ち進んだ。若手が中心で創設6年目のチームとしては快挙だったが、マジックはヒューストン・ロケッツに4連敗で敗れ念願のチャンピオンリング獲得には至らなかった。
翌1995-96シーズンは、開幕前にオニールが負傷して欠場したこともあり、チームの戦力は落ちたがハーダウェイの活躍でチームの勝率は良かった。オールNBAファーストチームに2年連続選出されチームもリーグ屈指の60勝22敗という成績だったが、プレーオフではNBA史上最高の72勝10敗という成績を記録したシカゴ・ブルズに敗退。このシーズンを最後にハーダウェイとの関係が決裂したオニールがロサンゼルス・レイカーズに移籍したためハーダウェイがリーダーとしてチームを率いることになった。
翌1996-97シーズンの開幕戦で、ハーダウェイらオーランド・マジックは日本を訪れた。オニールが移籍し、またハーダウェイ自身も膝の怪我のため23試合欠場したためマジックは苦戦するがプレーオフに出場し1回戦のマイアミ・ヒート戦では平均31.0得点と活躍したが敗退している。
翌1997-98シーズンも同じく膝の怪我で出場した試合は19試合に留まった。チームはプレイオフに出場できなかった。以降ハーダウェイの個人成績は怪我をする前の水準に戻ることはなくハーダウェイはオーランド・マジックの観客にブーイングされることもあった。
1998-99シーズンは33勝17敗と勝ち越したもののプレーオフでは1回戦で、アレン・アイバーソン率いるフィラデルフィア・セブンティシクサーズに1勝3敗で敗退。またチャック・デイリーヘッドコーチと起用法を巡って対立していたこともあり、ハーダウェイは移籍を志願し、サイン・アンド・トレードでフェニックス・サンズに移籍した (交換要員はパット・ギャリティ)。ジェイソン・キッドはハーダウェイとのコンビの期待感から「バックコート2000」と呼んだ。
1999-2000シーズンは、移籍先のサンズでジェイソン・キッドが先発のポイントガードだったため、ハーダウェイはシューティングガードとしてプレイ。平均得点16.9、リバウンドとアシストは5以上とまずまずの成績だった。プレーオフではチーム最多となる平均20.3得点と活躍する。1回戦で前年NBAファイナルを制していたサンアントニオ・スパーズに勝利したが2回戦のロサンゼルス・レイカーズに敗退した。
翌2000-01シーズンは脹脛の怪我のため4試合のみの出場に終わった。
翌2001-02シーズンは80試合に出場したものの先発は55試合に留まり、個人成績にも低下が見られた。前シーズンに私生活でトラブルを起こしたキッドがニュージャージー・ネッツに放出され、新たにサンズに移籍してきたステフォン・マーブリーとは、マジック時代に試合中に口論となったことで、不仲説が取り沙汰されていたこともあり、チームの雰囲気も悪くなってしまった。そのためチームの勝率は大きく落とし、プレーオフ出場も逃した。
翌2002-03シーズンの出場試合は58試合、チームも若いジョー・ジョンソンを重視し、ハーダウェイはサンズのチーム構想から外れていくようになった。

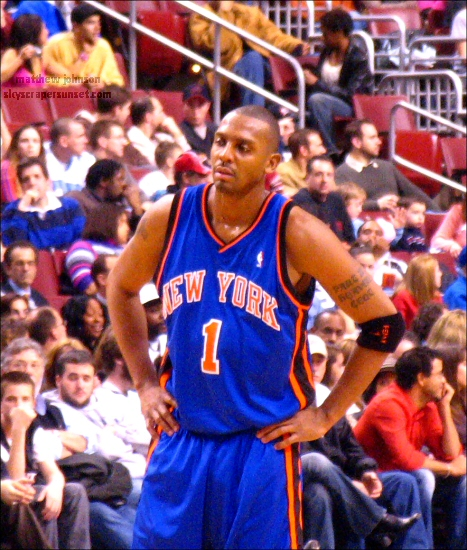
ニックス時代（2005年）

翌2003-04シーズン途中にマーブリーと共にニューヨーク・ニックスへ放出された。ハーダウェイが先発する試合は少なくベンチから起用されることが多かった。プレーオフ1回戦でキッド所属のニュージャージー・ネッツに敗退するも平均16.5点と活躍する。
翌2004-05シーズンは37試合と限られた出場の機会を全て控え選手として過ごした。
翌2005-06シーズンは膝の状況が改善しないため4試合の出場に留まり、シーズン中に古巣のオーランド・マジックに放出された。しかし年俸が非常に高額であったためマジックはすぐに契約を放棄した。
2007年8月10日、マイアミ・ヒートと契約したことを発表した。オニールと再びチームメイトとなった。11月18日、ニュージャージー・ネッツとの対戦では、6本中6本のフィールドゴールを成功させ、このシーズン最多の16得点を決めた。その後は目立つ活躍は無く、19試合を過ぎ、5勝14敗と大きく低迷していたところで解雇された。その当時のヘッドコーチパット・ライリーは、「もし14勝5敗だったら、彼とシーズン終了まで契約を結んでいただろう」と語っている。最後の試合となった12月4日のユタ・ジャズ戦は14分間のプレーで、フィールドゴール0、アシスト2リバウンド1であった。その後は事実上の引退状態になった。
現在はメンフィス・グリズリーズの小口オーナーを務めている。

## コーチングキャリア
2018年3月19日、母校メンフィス大学のヘッドコーチに就任することが発表された。

## 個人成績

### NBA

#### レギュラーシーズン
| シーズン     | チーム       | GP  | GS  | MPG  | FG%  | 3P%  | FT%   | RPG | APG | SPG | BPG | PPG  |
| ------------ | ------------ | --- | --- | ---- | ---- | ---- | ----- | --- | --- | --- | --- | ---- |
| 1993–94      | ORL          | 82  | 64  | 36.8 | .466 | .267 | .742  | 5.4 | 6.6 | 2.3 | .6  | 16.0 |
| 1994–95      | ORL          | 77  | 77  | 37.7 | .512 | .349 | .769  | 4.4 | 7.2 | 1.7 | .3  | 20.9 |
| 1995–96      | ORL          | 82  | 82  | 36.8 | .513 | .314 | .767  | 4.3 | 7.1 | 2.0 | .5  | 21.7 |
| 1996–97      | ORL          | 59  | 59  | 37.6 | .447 | .318 | .820  | 4.5 | 5.6 | 1.6 | .6  | 20.5 |
| 1997–98      | ORL          | 19  | 15  | 32.9 | .377 | .300 | .763  | 4.0 | 3.6 | 1.5 | .8  | 16.4 |
| 1998–99      | ORL          | 50* | 50* | 38.9 | .420 | .286 | .706  | 5.7 | 5.3 | 2.2 | .5  | 15.8 |
| 1999-00      | PHX          | 60  | 60  | 37.6 | .474 | .324 | .790  | 5.8 | 6.3 | 1.6 | .6  | 16.9 |
| 2000–01      | PHX          | 4   | 4   | 28.0 | .416 | .250 | .636  | 4.5 | 3.8 | 1.5 | .3  | 9.8  |
| 2001–02      | PHX          | 80  | 56  | 30.8 | .418 | .277 | .810  | 4.4 | 4.1 | 1.5 | .4  | 12.0 |
| 2002–03      | PHX          | 58  | 51  | 30.6 | .447 | .356 | .794  | 4.4 | 4.1 | 1.1 | .4  | 10.6 |
| 2003–04      | PHX          | 34  | 10  | 25.8 | .443 | .400 | .857  | 2.9 | 2.9 | .8  | .2  | 8.7  |
| 2003–04      | NYK          | 42  | 4   | 29.0 | .390 | .364 | .775  | 4.5 | 1.9 | 1.0 | .3  | 9.6  |
| 2004–05      | NYK          | 37  | 0   | 24.2 | .423 | .300 | .739  | 2.4 | 2.0 | .8  | .1  | 7.3  |
| 2005–06      | NYK          | 4   | 0   | 18.0 | .286 | .000 | 1.000 | 2.5 | 2.0 | 0.5 | 0.0 | 2.5  |
| 2007–08      | MIA          | 16  | 8   | 20.3 | .367 | .421 | .889  | 2.2 | 2.2 | 1.2 | .1  | 3.8  |
| 通算         | 通算         | 704 | 558 | 33.7 | .458 | .316 | .774  | 4.5 | 5.0 | 1.6 | .4  | 15.2 |
| オールスター | オールスター | 4   | 4   | 24.5 | .625 | .417 | .833  | 3.7 | 6.0 | 1.0 | .0  | 13.7 |

- 1998-1999シーズンは50試合で打ち切り

#### プレーオフ
| シーズン | チーム | GP | GS | MPG  | FG%  | 3P%  | FT%  | RPG | APG | SPG | BPG | PPG  |
| -------- | ------ | -- | -- | ---- | ---- | ---- | ---- | --- | --- | --- | --- | ---- |
| 1994     | ORL    | 3  | 3  | 44.3 | .440 | .455 | .700 | 6.7 | 7.0 | 1.7 | 2.0 | 18.7 |
| 1995     | ORL    | 21 | 21 | 40.4 | .472 | .404 | .757 | 3.8 | 7.7 | 1.9 | .7  | 19.6 |
| 1996     | ORL    | 12 | 12 | 39.4 | .465 | .364 | .744 | 4.7 | 6.0 | 1.7 | .3  | 23.3 |
| 1997     | ORL    | 5  | 5  | 44.0 | .468 | .367 | .741 | 6.0 | 3.4 | 2.4 | 1.4 | 31.0 |
| 1999     | ORL    | 4  | 4  | 41.8 | .351 | .462 | .769 | 5.0 | 5.5 | 2.3 | .3  | 19.0 |
| 2000     | PHX    | 9  | 9  | 42.9 | .462 | .263 | .710 | 4.9 | 5.7 | 1.6 | 1.2 | 20.3 |
| 2003     | PHX    | 6  | 6  | 40.7 | .386 | .360 | .722 | 6.0 | 4.3 | 2.2 | .8  | 12.7 |
| 2004     | NYK    | 4  | 3  | 42.0 | .365 | .357 | .833 | 4.5 | 5.8 | 1.5 | .3  | 16.5 |
| 通算     | 通算   | 64 | 63 | 41.3 | .448 | .380 | .746 | 4.7 | 6.2 | 1.9 | .8  | 20.4 |